# جان گارسیا (بازیکن فوتبال)
جان گارسیا (انگلیسی: Jon García؛ زادهٔ ۴ ژوئن ۱۹۹۱) بازیکن فوتبال اهل اسپانیا است.
از باشگاه‌هایی که در آن بازی کرده‌است می‌توان به باشگاه فوتبال لوگو، باشگاه فوتبال پومفرادینا، باشگاه فوتبال راسینگ سانتاندر، و باشگاه فوتبال اتلتیک بیلبائو بی اشاره کرد.